# Manuel Martins Pinto de Gouveia
Manuel Martins Pinto de Gouveia (Pedrógão Grande, — Angra do Heroísmo, foi um militar português, sargento artilheiro.

## Biografia
Fez parte da guarnição da nau que conduziu D. João VI para o Brasil. Voltando a Portugal, tomou parte na Guerra Peninsular, depois da qual foi destacado para a ilha Terceira onde aderiu ao movimento liberal, esteve no combate de 11 de Agosto de 1829. 
Quando o rei D. Pedro IV veio à ilha Terceira, comandava o sargento Pinto a guarnição do Forte de São Mateus da Calheta. Querendo o imperador nomeá-lo alferes, atendendo aos seus serviços, pediu o sargento Pinto a devida escusa por ter numerosa família, e ser-lhe mais difícil sustenta-la como alferes. 
Era afeiçoadíssimo a D. Pedro IV, que muitas vezes trouxera ao colo, na viagem para o Brasil. Recebeu várias condecorações pelos serviços prestados à pátria.